# Crkva Presvetog Srca Isusova na Šalati
Crkva Presvetog Srca Isusova katolička je crkva izgrađena između 1927. i 1929. godine u zagrebačkom naselju Šalata. Kamen temeljac za njezinu izgradnju postavio je nadbiskup Antun Bauer u lipnju 1927. godine, a crkva je blagoslovljena 1929. godine. U lipnju 1931. godine, crkvu Presvetoga Srca Isusova na katu s kriptom sv. Antuna Padovanskoga u donjem dijelu zgrade, posvetio je nadbiskup Bauer.
Nalazi se unutar kompleksa Međubiskupijskog sjemeništa i Nadbiskupske klasične gimnazije, a od početka je bila zamišljena kao duhovno središte za buduće svećenike i učenike.

## Povijest i arhitektura
Na zagrebačkoj Šalati nadbiskup Antun Bauer je 25. lipnja 1927. položio je kamen temeljac za izgradnju kompleksa zgrada Međubiskupijskoga sjemeništa, Nadbiskupske klasične gimnazije i crkve Presvetoga Srca Isusova s crkvom sv. Antuna Padovanskog. Kompleks je građem po građevinskoj zamisi arhitekta Jurja Neidhardta uz određene preinake po preporuci Odbora za izgradnju. Gradnja je ostvarena zahvaljujući donacijama pape Pija XI., nadbiskupa Antuna Bauera, Prvostolnoga kaptola, biskupa, kanonika, župnika i župljana iz cijele Hrvatske.
Zgrada crkve nalazi se na južnom dijelu kompleksa. Nalazi se na prvom katu građevine s uzlaznim stubama od donjega predvorja do gornjega trijema koji je zatvoren s četiri monumentalna stupa ispred ulaza u crkvu. Iznad ulaznoga predvorja na pjevalištu postavljene su orgulje Heferer s 22 registra. Orgulje su proizišle kao 243. opus Hefererove radionice, te predstavljaju jedan od najvažnijih instrumenata ne samo na području grada Zagreba nego i cijele Republike Hrvatske. Ove se orgulje svrstavaju među tri najvažnija instrumenta domaćih graditelja sagrađena tijekom 20. stoljeća.
Pročelje zgrade završava trokutastom nadogradnjom krovišta sa stilizacijom Božjega oka koje je djelo kipara A. Kosa.
U trobrodnoj unutrašnjosti s polukružnim povišenim svetištem postavljen je glavni mramorni oltar s pozlaćenim svetohraništem i slikom Srca Isusova koje je djelo Ljube Babića. Pokraj svetišta nalaze se sakristija i ulazi u sjemeništarske prostorije. U pokrajnjim lađama nalaze se četiri mramorna oltara koja su rad V. Brezaka i Obrtne škole iz Zagreba, sa slikama Ljube Babića koje prikazuju zaštitnike mladežii: sv. Alojzija Gonzagu, sv. Ivana Berchmansa i sv. Stanislava Kostku, te sv. Josipa, Majku Božju prijestolje mudrosti – Gospu sjemenišnu i sv. Malu Tereziju.
Drvena kupola nad svetištem pokrivena je bakrom. Izradili su je V. Gott i L. Junc. Vitraji su djelo radionica Marković i Fabry.

## Potres 2020. godine
Crkva je u potresu koji je pogodio Zagreb u ožujku 2020. godine pretrpjela oštećenja te radovi sanacije traju i u 2025. godini.

## Galerija
- Pogled na crkvu
- Ulaz u crkvu
- Prednje pročelje
- Pogled na crkvu
- Radovi obnove u tijeku, 2025. godina
- Tabla s opisom sanacije konstrukcije